# استیون کوین
استیون جود کوین (انگلیسی: Stephen Jude Quinn؛ زادهٔ ۱ آوریل ۱۹۸۶) بازیکن فوتبال اهل ایرلند است.
از باشگاه‌هایی که در آن بازی کرده‌است می‌توان به سنت پاتریک اتلتیک، شفیلد یونایتد، میلتون کینز دونز، روترهام یونایتد، هال سیتی، ردینگ، برتون آلبیون و منزفیلد تاون اشاره کرد.
وی همچنین در تیم ملی فوتبال جمهوری ایرلند بازی کرده‌است.